# NGC 3688
NGC 3688 este o galaxie spirală situată în constelația Cupa. A fost descoperită în 1880 de către .